# ストレーザ - モッタローネ・ロープウェイ落下事故
ストレーザ - モッタローネ・ロープウェイ落下事故（ストレーザ - モッタローネ・ロープウェイらっかじこ）とは、2021年5月23日、イタリア北部のマッジョーレ湖の近くにあるストレーザ-アルピーノ-モッタローネ・ロープウェイが運行中にモッタローネ山の頂上から約300メートルの位置で断線し、地面に衝突した事故である。14人が死亡し、1人の子供が重傷を負った。救助活動を主導している国立アルプスの洞穴学救助隊によると、このロープウェイはストレーザの町とモッタローネ山の頂上を結んで森林地帯を走行している。この事故は、1998年のカヴァレーゼでのロープウェイ事故以来、イタリアで最も致命的なロープウェイ事故である。

## アクシデント
ストレーザ - モッタローネ・ロープウェイは、固定ケーブルからキャビンが吊り下げられ、キャビンに永久的に取り付けられた別個の牽引ケーブルによって往復する形のロープウェイである。ストレーザ - モッタローネ線には、2つのセクションがあり、それぞれのセクションに2台のキャビンがあり、乗客は2つのセクションの中間点で乗り換える。
事故は、アルピーノ中央駅からモッタローネ山の頂上に向かう路線の上部をキャビンが上昇しているときに発生した。牽引ケーブルが断線してキャビンが傾き、パイロンにぶつかって約20メートル落下し、その後山の急な斜面を転がった。最終的に、キャビンは木に衝突して停止した。ハイカーは、クラッシュの直前に大きなヒスノイズが聞こえたと報告した。これは、ケーブルラインの少なくとも1つが断線したことが原因であると考えられている。死亡した人の内何人かは、キャビンが転倒したときにキャビンから投げ出された。テレビの画像には、パイロンからぶら下がっている折れた細い牽引ケーブルが映っている。自動ブレーキシステムは日常的に誤作動がある影響から担当者が意図的に機能を停止させていたことが明らかになっている。
COVID-19対策のため、ロープウェイは4月22日土曜日までしばらく運転されていなかったと報道されている。スイス・ロープウェイ協会会長のベルノ・ストッフェルは、スイスのテレビ局に対して、スイスとイタリアの両方でロープウェイの安全規制が同一であること、スイスのロープウェイの普及、および建設とメンテナンスの専門知識について説明した。
1970年に建設されたロープウェイは、当初47人の収容力を想定して設計されていたが、COVID-19対策によりキャビン容量が減少した。
この事故が決定打となり、ストレーザ - モッタローネ・ロープウェイは廃止へと追い込まれた。

## 死傷者
事故現場で13人が死亡し、2人の子供が重傷を負って、トリノの小児病院に空輸された。その後、子供たちの1人が心停止で死亡し、死者数は14人になった。犠牲者は、ヴェダーノ・オローナの3人、ヴァレーゼの2人、バーリの2人、コゼンツァの1人の計8人のイタリア国民と、1人のイラン国民の男性と、3世代にわたる5人のイスラエル国民の家族である。
唯一の生存者はイスラエルの家族の5歳の息子である。
この事件は、1998年のカヴァレーゼでのロープウェイ事故以来、イタリアで最も致命的なロープウェイ災害である。また、43人が死亡した1976年のカヴァレーゼ・ロープウェイ事故、それぞれ20人が死亡した1990年のトビリシ・ロープウェイ事故、 1998年のカヴァレーゼ・ロープウェイ事故、1999年のサンテ＝ティエンヌ＝アン＝デヴォリュイ・ロープウェイ落下事故に次ぐ歴史上5番目に死亡者の多いロープウェイ事故としてランク付けされている。

## 反応
イタリアのマリオ・ドラギ首相は災害後、「重傷を負った子供たちとその家族に特別な思いを込めて、犠牲者の家族に政府全体の哀悼の意を表します」と述べている。
ストレーザの市長であるマルセラ・セヴェリーノは、全国放送のRAIに「我々は苦しみで打ちのめされました」と語った。